# Neuromodulation cérébrale
La neuromodulation cérébrale désigne l'ensemble des techniques de neuromodulation appliquées ou applicables au cerveau. 
Elle offre des possibilités thérapeutiques non-pharmacologiques et non-invasives, transcrâniennes, de modification de production des neurohormones et neuromédiateurs centraux dans le syndrome de fibromyalgie.

## Fibromyalgie
Cette pathologie est caractérisée par « une douleur qui est bien dans la tête », même si ce n'est pas au sens populaire de cette assertion. L'imagerie par résonance magnétique fonctionnelle et la TEP (tomographie par émission de positrons) montrent en effet chez ces patients une perturbation de la gestion de la douleur par la matrice neuronale au centre du cerveau. Ceci a encouragé la recherche de nouveaux moyens de neuromodulation (en complément des neuro modulations pudendale, vaginale, suprapubienne).
Pour traitrer la fibromyalgie (FM), trois nouvelles techniques de neurostimulation ou modulation neuronale cérébrale sont principalement proposées : 
1. la TDSC ou Transcranial Direct Current Stimulation (champ électrique) ;
2. la TMS ou Transcranial Magnetic Stimulation (champ magnétique) ;
3. la PBE  (photothérapie basse énergie (luminothérapie).

Elles visent toutes à stimuler, directement ou indirectement, par des procédés extracrâniens non invasifs, des aires spécifiques du cerveau, pour engendrer des modifications fonctionnelles de circuits neuronaux impliqués dans certaines pathologies.

## Histoire de la neurostimulation cérébrale
Ces techniques ont été appréhendées dès la fin du XIXe siècle (Alessandro Volta[réf. souhaitée] et L. Galvani[réf. souhaitée]) puis oubliées dans leurs applications médicales dans les années 1930 à la suite de la découverte des électrochocs en psychiatrie. 
Utilisées pour explorer les voies motrices pyramidales cérébrales (potentiels évoqués moteurs) mais aussi plus récemment en test prédictif de l'effet thérapeutique d'électrodes implantées (stimulateur  cortical), elles reviennent en force au début des années 2010 dans diverses pathologies (douleur chronique neuropathique, pathologies psychiatriques, déficits post AVC…) grâce à l'IRM 3D et aux systèmes de neuronavigation permettant un repérage précis de la zone corticale à stimuler.

## Perturbation de la matrice neuronale de la douleur dans la fibromyalgie
Dans la fibromyalgie, l'imagerie fonctionnelle (f-IRM) a mis en évidence des anomalies de la matrice neuronale cérébrale responsable de la gestion de la douleur, justifiant des recherches (encore en cours) et l'espoir d'applications thérapeutiques prospectives pour des cas rebelles. En effet ces techniques de neuromodulation sont indolores,  non invasives et ambulatoires.

## Nouvelles techniques de neuromodulation cérébrale
Ces traitements non médicamenteux s'inscrivent dans le cadre d'une prise en charge globale pluridisciplinaire pharmacologique et non pharmacologique selon les recommandations européennes EULAR 2006 et françaises HAS 2010.
Les effets attendus dans la FM sont antalgiques via la stimulation du cortex  moteur primaire mais aussi l'humeur en excitant le cortex préfrontal dorsolatéral gauche voire l'asthénie et peut-être faciliter… le retour au travail.

### La tDSC,Transcranial Direct Current Stimulation
La tDSC Transcranial Direct Current Stimulation, est peu coûteuse, dix fois moins chère que la TMS mais moins puissante[réf. nécessaire]. Elle nécessite seulement des électrodes et une batterie. La stimulation est soit anodale dite positive génératrice de dépolarisation du potentiel d'action membranaire et source d'excitabilité neuronale alors que la stimulation cathodale négative est hyperpolarisante et diminue l'excitabilité neuronale (inhibitrice). La tDSC agit en modulant l'activité cérébrale régionale, les stimulations activatrices et inhibitrices peuvent en complémentarité permettre de retrouver un équilibre entre les deux hémisphères cérébraux. Une technique sham dite « placebo » permet de développer un groupe témoin, ou contrôle, dans les études, ce qui est indispensable pour valider ces traitements expérimentaux. Le courant continu est en général de 1 ou 2 mA et la durée de la stimulation de 20 min.

### La TMS,Transcranial Magnetic Stimulation
La TMS Transcranial Magnetic Stimulation, nécessite une bobine-aimant inductrice d'impulsions magnétiques transcrâniennes générant un courant électrique du cortex sous-jacent. Dans son application répétitive (r-TMS) après repérage de la cible corticomotrice en single pulse (choc magnétique unique) le circuit électrique neuronal induit permet de moduler la perception du message douloureux.
Les chocs magnétiques répétés pour être excitateurs doivent être appliqués à haute fréquence supérieure à 5 Hz. Leur effet pérenne nécessite plusieurs séances rapprochées (quotidiennes) puis d'entretien plus espacées. L'effet durable s'expliquerait par l'induction de potentialisation ou dépression à long terme (LTP et LTD) de la neurotransmission source de neuroplasticité cérébrale synaptique.
L'amélioration est rapide en quelques jours et dure quelques semaines, mais les protocoles ne sont pas encore consensuels ni validés, ce qui en fait actuellement des traitements de recherche.
Les effets secondaires de ces techniques sont anecdotiques avec rarement nausées, céphalées, irritations cutanées, vertiges[réf. souhaitée]. La comitialité reste par principe de précaution une contre indication, de même, les patients porteurs d'un pacemaker cardiaque.

### LuminothérapieLow Light Energy
La PBE, photothérapie basse énergie, correspond à une biostimulation inverse de la sécrétion de mélatonine par l'épiphyse, ou glande pinéale. Le stimulus est une série de flashs lumineux faits sur la face, le patient ayant les yeux fermés. Il s'agit de neuromoduler la production de mélatonine, par transfert d'énergie des photons de basse énergie de toutes couleurs de la lumière visible. 
Le mode polychromatique de la PBE correspond à la sommation de toutes les énergies cumulées des photons des longueurs d'onde de la lumière visible du violet 480 nm au rouge 780 nm et d'une partie du spectre de l'infrarouge 3 400 nm.
Dans sa version monocouleur (chromothérapie), les localisations préférentielles pour la fibromyalgie[réf. nécessaire] semblent être le violet en coronal (entre le vertex et le frontal médium) pour le moral, le bleu en cervical antérieur pour le sommeil et l'orange en sacral antérieur pour les douleurs diffuses, le jaune en épigastrique pour les colopathies. Chez les patientes hypersensibles ou hyperactives, il faudra choisir pour l'hémicorps supérieur, les couleurs inverses, celles  de plus faibles énergies : jaune pour violet, orange pour bleu…[réf. nécessaire]
La PBE est une technique validée scientifiquement et médicalement en France par l'Afssaps (maintenant ANSM) depuis 2003[réf. nécessaire] et aux États-Unis depuis 2004 (FDA 21CFR 820)[réf. nécessaire], seulement pour le Bioptron Light Therapy System (BLTS). 
Ces appareils « Bioptron » sont des échangeurs d'énergie au regard de leur classification DM classe IIa, norme CE 0124 selon la directive 93/42/CEE et n'ont pas d'effets secondaires connus et compatibles avec un pacemaker ou un matériel d'ostéosynthèse ou arthroplastie.
Sans rayons UV, ils entrent dans le cadre du matériel de physiothérapie du spectre électromagnétique qui s'étend des rayons gamma (γ, photons de haute énergie PHE) aux ondes radio sonores.
Leur efficacité est quasi immédiate, à chaque séance, le praticien doit ajuster la dose 10 000 lux à 40 000 lux en réglant la distance à la zone cible, la durée 10 à 20 minutes (position couchée impérative pour les patients fibromyalgiques), la fréquence et le nombre des séances : 3 par semaine et 10 au total en général en induction d'effet puis 1 à 2 séances par mois en entretien. Surtout le praticien de santé doit définir avec le patient l'objectif de la séance au cas par cas et à chaque séance (moral, sommeil, douleurs diffuses, vitalité…). Le patient retrouve très rapidement un sommeil réparateur, le moral, un état moins algique et une démarche plus tonique. Cette technique est applicable chez l'enfant pour le diagnostic d'élimination qu'est le JFMS (juvenile FMS).

## Intégration aux recommandations des sociétés savantes
Des études cliniques rigoureuses doivent confirmer les premiers résultats encourageants. Elles ne se conçoivent qu'intégrées à  la prise en charge conventionnelle plurimodale (pharmacologique et non pharmacologique) de cette pathologie telle que définie par les recommandations des sociétés savantes françaises (HAS), européenne (EULAR) et américaines (ACR).